# لی موران
لی موران (انگلیسی: Lee Moran؛ ‏۲۳ ژوئن ۱۸۸۸ – ۲۴ آوریل ۱۹۶۱) کارگردان فیلم، فیلم‌نامه‌نویس و بازیگر اهل ایالات متحده آمریکا بود.
از فیلم‌هایی که وی در آن نقش داشته‌است، می‌توان به یه جورایی عملیات نجات، تاکسی ۱۳، نمایش نمایش‌ها، جشن فوتلایت، هیاهو، بازیگر، شوگرل، هوانورد و کارناوال اشاره کرد.